# „Оскар“ за най-добра оригинална музика
Оскар за най-добра оригинална музика е награда на филмовата академия на САЩ за най-добра музика, написана специално за филм. Допустимо е част от саундтрака да е вече съществуваща музика, но състезаващият се филм трябва да включва минимум оригинална музика. От 2021 г. насам този минимум е установен на 35% от музиката, съответно 80% за продължения и филми от франчайзи. Петнадесет саундтрака достигат финалното класиране преди да бъдат обявени номинациите.

## История
Академията започва да награждава филми за музиката към тях през 1935 г. В началото категорията е за най-добра музика към филм. По това време и отличените, и номинираните филми включват комбинация от оригинална музика и адаптации на вече съществуващ материал. След спорната победа на Чарлз Превин за „Сто мъже и едно момиче“ през 1938 г., когато филмът печели наградата без посочен композитор на музиката и използвайки вече съществуваща класическа музика, Академията добавя категория за най-добра оригинална музика през 1939 г. През 1942 г. разграничението между двете категории за филмова музика се променя леко и те са преименувани на „Най-добра музика към драматичен филм“ и „Най-добра музика към мюзикъл“. Това е първият път, когато категорията е разделена на отделни жанрове, разграничение, което технически продължава и днес, въпреки че не е имало достатъчно кандидатури, за да бъде активирана категорията за мюзикъли от 1985 г. насам. От 1942 г. до 1985 г. саундтраците на мюзикъли имат собствена категория, с изключение на 1958 г., 1981 г. и 1982 г. През това време и двете категории претърпяват много промени в имената.
След като в рамките на шест години (от 1990 до 1995 г.), в периода, известен като Дисни Ренесанс, наградата е връчена на четири филма на Уолт Дисни Анимейшън Студиос („Малката русалка“, „Красавицата и звяра“, „Аладин“ и „Цар Лъв“) е взето решение категорията за най-добра оригинална музика отново да бъде разделена по жанрове, този път чрез комбиниране на комедии и мюзикъли. Алън Бергман, председател на музикалния клон на Академията, посочва: „Хората гласуваха за песни, а не за съпътстващата музика. Усетихме, че членовете на Академията извън музикалния бранш не правят разлика между двете. Така когато саундтрак като „Цар Лъв“ се конкурира с музиката на драма като „Форест Гъмп“, все едно [се сравняват] ябълки и портокали – не според качеството на музиката, а според начина, по който функционира във филма. Има голяма разлика.“ Така през 1996 г. категорията е разделена на най-добра оригинална музика в драма и най-добра оригинална музика в мюзикъл или комедия. Тази промяна се оказва непопулярна сред другите клонове на Академията, като Чарлз Бърнстейн, председател на комисията за правилата на Академията, отбелязва, че „нито една друга категория Оскар не зависи от жанра на филма“ и „работата по композирането на саундтрак за романтична комедия не е съществено по-различна от работата по тежка драма.“ Това разделение е премахнато през 2000 г.
През 2020 г. правилата отново са променени, като въвеждат изискване музиката на филма да включва минимум 60% оригинално съдържание. Филмите, които са част от франчайз или поредица, трябва да включват минимум 80% нова музика. През 2021 г. правилата отново са променени, като минималния процент на оригиналната музика е намален от 60% на 35% от цялата музика във филма.

## Оскар за най-добър оригинален мюзикъл
Наградата на Академията за най-добър оригинален мюзикъл е категория, която е възстановена през 2000 г., след премахването на категорията за най-добра оригинална музика в мюзикъл или комедия оттеглена. Тази награда никога не е присъждана в сегашния си вид поради продължително отсъствие на филми, отговарящи на изискванията за допустимост. Изпълнителният комитет на музикалния клон на Академията решава дали има достатъчно качествени предложения, за да оправдае активирането на категорията.

## Победители и номинирани
Следва списъкът на номинираните композитори, организиран по години, изброяващ както филми, така и композитори. Годините, показани в следния списък с победители, са годините на производство, като по този начин препратката към 1967 означава Оскарите, представени през 1968 г. за филми, излезли през 1967 г.

### 1930 – 1989
| Година | Филм                                         | Награден | Име на категорията (ако е различно)                                                 |                                     |
| ------ | -------------------------------------------- | --- | ----------------------------------------------------------------------------------- | ----------------------------------- |
| 1934   | One Night of Love                            | Музикален отдел на „Кълъмбия Пикчърс“, Луи Силвърс, ръководител на отдела (тематична музика от Виктор Шерцингер и Гъс Кан) |                                                                                     |                                     |
| 1935   | Доносникът                                   | Музикален отдел на RKO Radio Studio, Макс Стайнър, ръководител на отдела (музика от Стайнър)                               |                                                                                     |                                     |
| 1936   | Anthony Adverse                              | Музикален отдел на „Уорнър Брос“, Лео Ф. Форбстайн, ръководител на отдела (музика от Ерих Волфганг Корнголд)               |                                                                                     |                                     |
| 1937   | Сто мъже и едно момиче                       | Музикален отдел на „Юнивърсъл Студиос“, Чарлз Превин, ръководител на одела (не е посочен композитор)                       |                                                                                     |                                     |
| 1938   | Приключенията на Робин Худ                   | Ерих Волфганг Корнголд | Най-добра оригинална музика                                                         |                                     |
| 1938   | Alexander's Ragtime Band                     | Алфред Нюман | Най-добра музика към филм                                                           |                                     |
| 1939   | Магьосникът от Оз                            | Хърбърт Стодарт | Най-добра оригинална музика                                                         |                                     |
| 1939   | Дилижанс                                     | Ричард Хейгман, В. Франки Харлинг, Джон Лийполд и Лео Шукен                                                                | Най-добра музика към филм                                                           |                                     |
| 1940   | Пинокио                                      | Лий Харлайн, Пол Смит и Нед Уошингтън                                                                                      | Най-добра оригинална музика                                                         |                                     |
| 1940   | Tin Pan Alley                                | Алфред Нюман | Най-добра музика към филм                                                           |                                     |
| 1941   | The Devil and Daniel Webster                 | Бърнард Хърман | Най-добра музика към драматичен или комедиен филм                                   |                                     |
| 1941   | Дъмбо                                        | Франк Чърчил и Оливър Уолъс                                                                                                | Най-добра музика към мюзикъл                                                        |                                     |
| 1942   | Now, Voyager                                 | Макс Стайнър | Най-добра музика към драматичен или комедиен филм                                   |                                     |
| 1942   | Янки Дудъл Денди                             | Рей Хайндорф и Хайнц Ромхелд                                                                                               | Най-добра музика към мюзикъл                                                        |                                     |
| 1943   | Песента на Бернадет                          | Алфред Нюман | Най-добра музика към драматичен или комедиен филм                                   |                                     |
| 1943   | Това е армията                               | Рей Хайндорф | Най-добра музика към мюзикъл                                                        |                                     |
| 1944   | Since You Went Away                          | Макс Стайнър | Най-добра музика към драматичен или комедиен филм                                   |                                     |
| 1944   | Cover Girl                                   | Морис Столоф и Кармен Драгън                                                                                               | Най-добра музика към мюзикъл                                                        |                                     |
| 1945   | Омагьосаният                                 | Миклош Рожа | Най-добра музика към драматичен или комедиен филм                                   |                                     |
| 1945   | Вдигай котва                                 | Джорджи Стол | Най-добра музика към мюзикъл                                                        |                                     |
| 1946   | Най-добрите години от нашия живот            | Хюго Фридхофър | Най-добра музика към драматичен или комедиен филм                                   |                                     |
| 1946   | The Jolson Story                             | Морис Столоф | Най-добра музика към мюзикъл                                                        |                                     |
| 1947   | Двойствен живот                              | Миклош Рожа | Най-добра музика към драматичен или комедиен филм                                   |                                     |
| 1947   | Мама танцуваше по трико                      | Алфред Нюман | Най-добра музика към мюзикъл                                                        |                                     |
| 1948   | Червените обувки                             | Брайън Ийсдейл | Най-добра музика към драматичен или комедиен филм                                   |                                     |
| 1948   | Великденски парад                            | Джони Грийн и Роджър Идънс                                                                                                 | Най-добра музика към мюзикъл                                                        |                                     |
| 1949   | Наследницата                                 | Арън Копланд | Най-добра музика към драматичен или комедиен филм                                   |                                     |
| 1949   | В града                                      | Роджър Идънс и Лени Хейтън                                                                                                 | Най-добра музика към мюзикъл                                                        |                                     |
| 1950   | Булевардът на залеза                         | Франц Уаксмън | Най-добра музика към драматичен или комедиен филм                                   |                                     |
| 1950   | Ани, вземи си пушката                        | Адолф Дойч и Роджър Идънс                                                                                                  | Най-добра музика към мюзикъл                                                        |                                     |
| 1951   | Място под слънцето                           | Франц Уаксмън | Най-добра музика към драматичен или комедиен филм                                   |                                     |
| 1951   | Един американец в Париж                      | Сол Чаплин и Джони Грийн                                                                                                   | Най-добра музика към мюзикъл                                                        |                                     |
| 1952   | Точно по пладне                              | Димитри Тьомкин | Най-добра музика към драматичен или комедиен филм                                   |                                     |
| 1952   | С песен в сърцето                            | Алфред Нюман | Най-добра музика към мюзикъл                                                        |                                     |
| 1953   | Лили                                         | Бронислав Кейпър | Най-добра музика към драматичен или комедиен филм                                   |                                     |
| 1953   | Наричай ме мадам                             | Алфред Нюман | Най-добра музика към мюзикъл                                                        |                                     |
| 1954   | Важни персони                                | Димитри Тьомкин | Най-добра музика към драматичен или комедиен филм                                   |                                     |
| 1954   | Седем невести за седем братя                 | Сол Чаплин и Адолф Дойч | Най-добра музика към мюзикъл                                                        |                                     |
| 1955   | Любовта е нещо прекрасно                     | Алфред Нюман | Най-добра музика към драматичен или комедиен филм                                   |                                     |
| 1955   | Оклахома!                                    | Робърт Ръсел Бенет, Джей Блектън и Адолф Дойч                                                                              | Най-добра музика към мюзикъл                                                        |                                     |
| 1956   | Около света за 80 дни                        | Виктор Янг (p.r.) | Най-добра музика към драматичен или комедиен филм                                   |                                     |
| 1956   | Кралят и аз                                  | Кен Дарби и Алфред Нюман                                                                                                   | Най-добра музика към мюзикъл                                                        |                                     |
| 1957   | Мостът на река Куай                          | Малкълб Арнолд | Най-добра филмова музика                                                            |                                     |
| 1958   | Старецът и морето                            | Димитри Тьомкин | Най-добра музика към драматичен или комедиен филм                                   |                                     |
| 1958   | Джиджи                                       | Андре Превин | Най-добра музика към мюзикъл                                                        |                                     |
| 1959   | Бен-Хур                                      | Миклош Рожа | Най-добра музика към драматичен или комедиен филм                                   |                                     |
| 1959   | Порги и Бес                                  | Кен Дарби и Андре Превин                                                                                                   | Най-добра музика към мюзикъл                                                        |                                     |
| 1960   | Екзодус                                      | Ърнест Голд | Най-добра музика към драматичен или комедиен филм                                   |                                     |
| 1960   | Песен без край                               | Морис Столоф и Хари Сукмен                                                                                                 | Най-добра музика към мюзикъл                                                        |                                     |
| 1961   | Закуска в Тифани                             | Хенри Манчини | Най-добра музика към драматичен или комедиен филм                                   |                                     |
| 1961   | Уестсайдска история                          | Сол Чаплин, Джони Грийн, Сид Рамин и Ъруин Костал                                                                          | Най-добра музика към мюзикъл                                                        |                                     |
| 1962   | Лорънс Арабски                               | Морис Жар | Най-добра музика към филм – преобладаващо оригинална                                |                                     |
| 1962   | Музикантът                                   | Рей Хайндорф | Най-добра филмова музика – адаптирана или обработена                                |                                     |
| 1963   | Том Джоунс                                   | Джон Адисън | Най-добра музика към филм – преобладаващо оригинална                                |                                     |
| 1963   | Сладката Ирма                                | Андре Превин | Най-добра филмова музика – адаптирана или обработена                                |                                     |
| 1964   | Мери Попинз                                  | Братя Шърман | Най-добра музика към филм – преобладаващо оригинална                                |                                     |
| 1964   | Моята прекрасна лейди                        | Андре Превин | Най-добра филмова музика – адаптирана или обработена                                |                                     |
| 1965   | Доктор Живаго                                | Морис Жар | Най-добра музика към филм – преобладаващо оригинална                                |                                     |
| 1965   | Звукът на музиката                           | Ъруин Костал | Най-добра филмова музика – адаптирана или обработена                                |                                     |
| 1966   | Лъвицата Елза                                | Джон Бари | Най-добра оригинална музика към филм                                                |                                     |
| 1966   | Странна случка на път за форума              | Кен Торн | Най-добра филмова музика – адаптирана или обработена                                |                                     |
| 1967   | Thoroughly Modern Millie                     | Елмър Бърстийн | Най-добра оригинална музика към филм                                                |                                     |
| 1967   | Камелот                                      | Кен Дарби и Алфред Нюман                                                                                                   | Най-добра филмова музика – адаптирана или обработена                                |                                     |
| 1968   | Лъвът през зимата                            | Джон Бари | Най-добра оригинална музика към филм (без мюзикъл)                                  |                                     |
| 1968   | Оливър!                                      | Джони Грийн (адаптирана музика)                                                                                            | Най-добра музика към мюзикъл – оригинална или адаптирана                            |                                     |
| 1969   | Буч Касиди и Сънданс Кид                     | Бърт Бакарак | Най-добра оригинална музика към филм (без мюзикъл)                                  |                                     |
| 1969   | Хелоу, Доли!                                 | Лени Хейтън и Лайнъл Нюман (адаптирана музика)                                                                             | Най-добра музика към мюзикъл – оригинална или адаптирана                            |                                     |
| 1970   | Любовна история                              | Франсис Ле | Най-добра оригинална музика                                                         |                                     |
| 1970   | Let It Be                                    | Бийтълс (музика и текст)                                                                                                   | Най-добра оригинална песен към филм                                                 |                                     |
| 1971   | Лятото на 42-ра                              | Мишел Льогран | Най-добра оригинална музика в драма                                                 | Най-добра оригинална музика в драма |
| 1971   | Цигулар на покрива                           | Джон Уилямс (адаптирана музика)                                                                                            | Най-добра музика с адаптирани и оригинални песни                                    |                                     |
| 1972   | Светлините на рампака                        | Чарли Чаплин, Реймън Раш (p.r.) и Лари Ръсел (p.r.)                                                                        | Най-добра оригинална музика в драма                                                 | Най-добра оригинална музика в драма |
| 1972   | Кабаре                                       | Ралф Бърс (адаптирана музика)                                                                                              | Най-добра музика с адаптирани и оригинални песни                                    |                                     |
| 1973   | Каквито бяхме                                | Марвин Хамлиш | Най-добра оригинална музика в драма                                                 | Най-добра оригинална музика в драма |
| 1973   | Ужилването                                   | Марвин Хамлиш (адаптирана музика)                                                                                          | Най-добра музика: оригинални песни и адаптация или Най-добра музика: Адаптация      |                                     |
| 1974   | Кръстникът 2                                 | Нино Рота и Кармин Копола                                                                                                  | Най-добра оригинална музика в драма                                                 | Най-добра оригинална музика в драма |
| 1974   | Великият Гетсби                              | Нелсън Ридъл (адаптирана музика)                                                                                           | Най-добра музика: оригинални песни и адаптация или Най-добра музика: Адаптация      |                                     |
| 1975   | Челюсти                                      | Джон Уилямс | Най-добра оригинална музика                                                         |                                     |
| 1975   | Бари Линдън                                  | Леонард Розенман (адаптирана музика)                                                                                       | Най-добра музика: оригинални песни и адаптация или Най-добра музика: Адаптация      |                                     |
| 1976   | Поличбата                                    | Джери Голдсмит | Най-добра оригинална музика                                                         |                                     |
| 1976   | Накъдето те води сърцето                     | Леонард Розенман (адаптирана музика)                                                                                       | Най-добра музика с оригинална песен и адаптацията ѝ или Най-добра адаптирана музика |                                     |
| 1977   | Междузвездни войни: Епизод IV - Нова надежда | Джон Уилямс | Най-добра оригинална музика                                                         |                                     |
| 1977   | Малка нощна музика                           | Джонатан Тъник (адаптирана музика)                                                                                         | Най-добра музика с оригинална песен и адаптацията ѝ или Най-добра адаптирана музика |                                     |
| 1978   | Среднощен експрес                            | Джорджо Мородер | Най-добра оригинална музика                                                         |                                     |
| 1978   | Историята на Бъди Холи                       | Джо Ренцети | Най-добра адаптирана музика към филм                                                |                                     |
| 1979   | Малко романтика                              | Жорж Делрю | Най-добра оригинална музика                                                         |                                     |
| 1979   | Ах, този джаз                                | Ралф Бърнс (адаптирана музика)                                                                                             | Най-добра музика с оригинална песен и адаптацията ѝ или Най-добра адаптирана музика |                                     |
| 1980   | Слава                                        | Майкъл Гор |                                                                                     |                                     |
| 1981   | Огнените колесници                           | Вангелис |                                                                                     |                                     |
| 1982   | Извънземното                                 | Джон Уилямс | Най-добра оригинална музика                                                         |                                     |
| 1982   | Виктор/Виктория                              | Хенри Манчини (песни и адаптирана музика) и Лесли Брикюз (песни)                                                           | Най-добра музика с оригинална песен и адаптацията ѝ или Най-добра адаптирана музика |                                     |
| 1983   | Истинските неща                              | Бил Конти | Най-добра оригинална музика                                                         |                                     |
| 1983   | Йентл                                        | Мишел Льогран (песни и адаптирана музика) и Алън и Мерилин Бергман (песни)                                                 | Най-добра музика с оригинална песен и адаптацията ѝ или Най-добра адаптирана музика |                                     |
| 1984   | Пътуване до Индия                            | Морис Жар | Най-добра оригинална музика                                                         |                                     |
| 1984   | Purple Rain                                  | Принс | Най-добра оригинална песен към филм                                                 |                                     |
| 1985   | Далеч от Африка                              | Джон Бари |                                                                                     |                                     |
| 1986   | Около полунощ                                | Хърби Ханкок |                                                                                     |                                     |
| 1987   | Последният император                         | Риючи Сакамото, Дейвид Бърн и Конг Су                                                                                      |                                                                                     |                                     |
| 1988   | Войната за фасулената нива в Милагро         | Дейв Грузин |                                                                                     |                                     |
| 1989   | Малката русалка                              | Алън Менкен |                                                                                     |                                     |

### 1990 – 1999
| Година               | Филм                                              | Номинирани                                                                |
| -------------------- | ------------------------------------------------- | ------------------------------------------------------------------------- |
| 1990 63-та церемония | Танцуващият с вълци                               | Джон Бари                                                                 |
| 1990 63-та церемония | Авалон                                            | Ранди Нюман                                                               |
| 1990 63-та церемония | Призрак                                           | Морис Жар                                                                 |
| 1990 63-та церемония | Хавана                                            | Дейв Грузин                                                               |
| 1990 63-та церемония | Сам вкъщи                                         | Джон Уилямс                                                               |
| 1991 64-та церемония | Красавицата и Звяра                               | Алън Менкен                                                               |
| 1991 64-та церемония | Бъгси                                             | Енио Мориконе                                                             |
| 1991 64-та церемония | Кралят на рибарите                                | Джордж Фентън                                                             |
| 1991 64-та церемония | Джей Еф Кей                                       | Джон Уилямс                                                               |
| 1991 64-та церемония | Принцът на приливите                              | Джеймс Нютън Хауърд                                                       |
| 1992 65-а церемония  | Аладин                                            | Алън Менкен                                                               |
| 1992 65-а церемония  | Първичен инстинкт                                 | Джери Голдсмит                                                            |
| 1992 65-а церемония  | Чаплин                                            | Джон Бари                                                                 |
| 1992 65-а церемония  | Имението „Хауърдс Енд“                            | Ричард Робинс                                                             |
| 1992 65-а церемония  | Там тече река                                     | Марк Ишъм                                                                 |
| 1993 66-а церемония  | Списъкът на Шиндлер                               | Джон Уилямс                                                               |
| 1993 66-а церемония  | Невинни години                                    | Елмър Бърнстийн                                                           |
| 1993 66-а церемония  | Фирмата                                           | Дейв Грузин                                                               |
| 1993 66-а церемония  | Беглецът                                          | Джеймс Нютън Хауърд                                                       |
| 1993 66-а церемония  | Остатъкът от деня                                 | Ричард Робинс                                                             |
| 1994 67-а церемония  | Цар Лъв                                           | Ханс Цимер                                                                |
| 1994 67-а церемония  | Форест Гъмп                                       | Алън Силвестри                                                            |
| 1994 67-а церемония  | Интервю с вампир                                  | Елиът Голдентал                                                           |
| 1994 67-а церемония  | Малки жени                                        | Томас Нюман                                                               |
| 1994 67-а церемония  | Изкуплението Шоушенк                              | Томас Нюман                                                               |
| 1995 68-а церемония  | Най-добра оригинална музика в драма               | Най-добра оригинална музика в драма                                       |
| 1995 68-а церемония  | Пощальонът                                        | Луис Бакалов                                                              |
| 1995 68-а церемония  | Аполо 13                                          | Джеймс Хорнър                                                             |
| 1995 68-а церемония  | Смело сърце                                       | Джеймс Хорнър                                                             |
| 1995 68-а церемония  | Никсън                                            | Джон Уилямс                                                               |
| 1995 68-а церемония  | Разум и чувства                                   | Патрик Дойл                                                               |
| 1995 68-а церемония  | Най-добра оригинална музика в мюзикъл или комедия |                                                                           |
| 1995 68-а церемония  | Покахонтас                                        | Алън Менкен (музика и аранжимент) и Стивън Шуорц (текст)                  |
| 1995 68-а церемония  | Американският президент                           | Марк Шаймен                                                               |
| 1995 68-а церемония  | Сабрина                                           | Джон Уилямс                                                               |
| 1995 68-а церемония  | Играта на играчките                               | Ранди Нюман                                                               |
| 1995 68-а церемония  | Героите на Стивън                                 | Томас Нюман                                                               |
| 1996 69-а церемония  | Най-добра оригинална музика в драма               | Най-добра оригинална музика в драма                                       |
| 1996 69-а церемония  | Английският пациент                               | Гейбриъл Яред                                                             |
| 1996 69-а церемония  | Хамлет                                            | Патрик Дойл                                                               |
| 1996 69-а церемония  | Майкъл Колинс                                     | Елиът Голдентал                                                           |
| 1996 69-а церемония  | Блясък                                            | Дейвид Хършфелдър                                                         |
| 1996 69-а церемония  | Слийпърс                                          | Джон Уилямс                                                               |
| 1996 69-а церемония  | Най-добра оригинална музика в мюзикъл или комедия |                                                                           |
| 1996 69-а церемония  | Ема                                               | Рейчъл Портман                                                            |
| 1996 69-а церемония  | Клуб „Първа съпруга“                              | Марк Шаймен                                                               |
| 1996 69-а церемония  | Гърбушкото от Нотр Дам                            | Алън Менкен (музика и аранжимент) и Стивън Шуорц (текст)                  |
| 1996 69-а церемония  | Джеймс и гигантската праскова                     | Ранди Нюман                                                               |
| 1996 69-а церемония  | Жената на проповедника                            | Ханс Цимер                                                                |
| 1997 70-а церемония  | Най-добра оригинална музика в драма               | Най-добра оригинална музика в драма                                       |
| 1997 70-а церемония  | Титаник                                           | Джеймс Хорнър                                                             |
| 1997 70-а церемония  | Амистад                                           | Джон Уилямс                                                               |
| 1997 70-а церемония  | Добрият Уил Хънтинг                               | Дани Елфман                                                               |
| 1997 70-а церемония  | Кундун                                            | Филип Глас                                                                |
| 1997 70-а церемония  | Поверително от Ел Ей                              | Джери Голдсмит                                                            |
| 1997 70-а церемония  | Най-добра оригинална музика в мюзикъл или комедия |                                                                           |
| 1997 70-а церемония  | Време за мъже                                     | Ан Дъдли                                                                  |
| 1997 70-а церемония  | Принцеса Анастасия                                | Стивън Флеърти (музика), Лин Арънс (текст) и Дейвид Нюман (аранжимент)    |
| 1997 70-а церемония  | Колкото толкова                                   | Ханс Цимер                                                                |
| 1997 70-а церемония  | Мъже в черно                                      | Дани Елфман                                                               |
| 1997 70-а церемония  | Сватбата на най-добрия ми приятел                 | Джеймс Нютън Хауърд                                                       |
| 1998 71-ва церемония | Най-добра оригинална музика в драма               | Най-добра оригинална музика в драма                                       |
| 1998 71-ва церемония | Животът е прекрасен                               | Никола Пиовани                                                            |
| 1998 71-ва церемония | Елизабет                                          | Дейвид Хършфелдър                                                         |
| 1998 71-ва церемония | Плезънтвил                                        | Ранди Нюман                                                               |
| 1998 71-ва церемония | Спасяването на редник Райън                       | Джон Уилямс                                                               |
| 1998 71-ва церемония | Тънка червена линия                               | Ханс Цимер                                                                |
| 1998 71-ва церемония | Най-добра оригинална музика в мюзикъл или комедия |                                                                           |
| 1998 71-ва церемония | Влюбеният Шекспир                                 | Стивън Уорбек                                                             |
| 1998 71-ва церемония | Приключението на бръмбарите                       | Ранди Нюман                                                               |
| 1998 71-ва церемония | Мулан                                             | Матю Уайлдър (музика), Дейвид Зипъл (текст) и Джери Голдсмит (аранжимент) |
| 1998 71-ва церемония | Пач Адамс                                         | Марк Шаймен                                                               |
| 1998 71-ва церемония | Принцът на Египет                                 | Стивън Шуорц (музика и текст) и Ханс Цимер (аранжимент)                   |
| 1999 72-ра церемония | Червената цигулка                                 | Джон Корилиано                                                            |
| 1999 72-ра церемония | Американски прелести                              | Томас Нюман                                                               |
| 1999 72-ра церемония | Прахът на Анджела                                 | Джон Уилямс                                                               |
| 1999 72-ра церемония | Правилата на дома                                 | Рейчъл Портман                                                            |
| 1999 72-ра церемония | Талантливият мистър Рипли                         | Гейбриъл Яред                                                             |

### 2000 – 2009
| Година               | Филм                                             | Номинирани                   |
| -------------------- | ------------------------------------------------ | ---------------------------- |
| 2000 73-та церемония | Тигър и Дракон                                   | Тан Дун                      |
| 2000 73-та церемония | Шоколад                                          | Рейчъл Портман               |
| 2000 73-та церемония | Гладиатор                                        | Ханс Цимер                   |
| 2000 73-та церемония | Малена                                           | Енио Мориконе                |
| 2000 73-та церемония | Патриотът                                        | Джон Уилямс                  |
| 2001 74-та церемония | Властелинът на пръстените: Задругата на пръстена | Хауърд Шор                   |
| 2001 74-та церемония | Изкуствен интелект                               | Джон Уилямс                  |
| 2001 74-та церемония | Красив ум                                        | Джеймс Хорнър                |
| 2001 74-та церемония | Хари Потър и Философският камък                  | Джон Уилямс                  |
| 2001 74-та церемония | Таласъми ООД                                     | Ранди Нюман                  |
| 2002 75-а церемония  | Фрида                                            | Елиът Голдентал              |
| 2002 75-а церемония  | Хвани ме, ако можеш                              | Джон Уилямс                  |
| 2002 75-а церемония  | Далеч от рая                                     | Елмър Бърнстийн              |
| 2002 75-а церемония  | Часовете                                         | Филип Глас                   |
| 2002 75-а церемония  | Път към отмъщение                                | Томас Нюман                  |
| 2003 76-а церемония  | Властелинът на пръстените: Завръщането на краля  | Хауърд Шор                   |
| 2003 76-а церемония  | Голяма риба                                      | Дани Елфман                  |
| 2003 76-а церемония  | Студена планина                                  | Гейбриъл Яред                |
| 2003 76-а церемония  | Търсенето на Немо                                | Томас Нюман                  |
| 2003 76-а церемония  | Къща от пясък и мъгла                            | Джеймс Хорнър                |
| 2004 77-а церемония  | Пътят към Невърленд                              | Ян А. П. Кашмарек            |
| 2004 77-а церемония  | Хари Потър и Затворникът от Азкабан              | Джон Уилямс                  |
| 2004 77-а церемония  | Лемъни Сникет: Поредица от злополучия            | Томас Нюман                  |
| 2004 77-а церемония  | Страстите Христови                               | Джон Дебни                   |
| 2004 77-а церемония  | Селото                                           | Джеймс Нютън Хауърд          |
| 2005 78-а церемония  | Планината Броукбек                               | Густаво Сантаолая            |
| 2005 78-а церемония  | Вечният градинар                                 | Алберто Иглесиас             |
| 2005 78-а церемония  | Мемоарите на една гейша                          | Джон Уилямс                  |
| 2005 78-а церемония  | Мюнхен                                           | Джон Уилямс                  |
| 2005 78-а церемония  | Гордост и предразсъдъци                          | Дарио Марианели              |
| 2006 79-а церемония  | Вавилон                                          | Густаво Сантаолая            |
| 2006 79-а церемония  | Добрият германец                                 | Томас Нюман                  |
| 2006 79-а церемония  | Записки по един скандал                          | Филип Глас                   |
| 2006 79-а церемония  | Лабиринтът на фавна                              | Хавиер Наварете              |
| 2006 79-а церемония  | Кралицата                                        | Александър Деспла            |
| 2007 80-а церемония  | Изкупление                                       | Дарио Марианели              |
| 2007 80-а церемония  | Ескорт до затвора                                | Марко Белтрами               |
| 2007 80-а церемония  | Ловецът на хвърчила                              | Алберто Иглесиас             |
| 2007 80-а церемония  | Майкъл Клейтън                                   | Джеймс Нютън Хауърд          |
| 2007 80-а церемония  | Рататуй                                          | Майкъл Джакино               |
| 2008 81-ва церемония | Беднякът милионер                                | А. Р. Рахман                 |
| 2008 81-ва церемония | Странният случай с Бенджамин Бътън               | Александър Деспла            |
| 2008 81-ва церемония | Съпротива                                        | Джеймс Нютън Хауърд          |
| 2008 81-ва церемония | Милк                                             | Дани Елфман                  |
| 2008 81-ва церемония | УОЛ-И                                            | Томас Нюман                  |
| 2009 82-ра церемония | В небето                                         | Майкъл Джакино               |
| 2009 82-ра церемония | Аватар                                           | Джеймс Хорнър                |
| 2009 82-ра церемония | Фантастичният господин Фокс                      | Александър Деспла            |
| 2009 82-ра церемония | Войната е опиат                                  | Марко Белтрами и Бък Сандърс |
| 2009 82-ра церемония | Шерлок Холмс                                     | Ханс Цимер                   |

### 2010 – 2019
| Година               | Филм                                                  | Номинирани                |
| -------------------- | ----------------------------------------------------- | ------------------------- |
| 2010 83-та церемония | Социалната мрежа                                      | Трент Резнър и Атакъс Рос |
| 2010 83-та церемония | 127 часа                                              | А. Р. Рахман              |
| 2010 83-та церемония | Как да си дресираш дракон                             | Джон Пауъл                |
| 2010 83-та церемония | Генезис                                               | Ханс Цимер                |
| 2010 83-та церемония | Речта на краля                                        | Александър Деспла         |
| 2011 84-та церемония | Артистът                                              | Людовик Бурс              |
| 2011 84-та церемония | Приключенията на Тинтин: Тайната на еднорога          | Джон Уилямс               |
| 2011 84-та церемония | Изобретението на Хюго                                 | Хауърд Шор                |
| 2011 84-та церемония | Дама, поп, асо, шпионин                               | Алберто Иглесиас          |
| 2011 84-та церемония | Боен кон                                              | Джон Уилямс               |
| 2012 85-а церемония  | Животът на Пи                                         | Майкъл Дана               |
| 2012 85-а церемония  | Анна Каренина                                         | Дарио Марианели           |
| 2012 85-а церемония  | Арго                                                  | Александър Деспла         |
| 2012 85-а церемония  | Линкълн                                               | Джон Уилямс               |
| 2012 85-а церемония  | 007 Координати: Скайфол                               | Томас Нюман               |
| 2013 86-а церемония  | Гравитация                                            | Стивън Прайс              |
| 2013 86-а церемония  | Крадецът на книги                                     | Джон Уилямс               |
| 2013 86-а церемония  | Тя                                                    | Уил Бътлър и Оуен Палет   |
| 2013 86-а церемония  | Филомена                                              | Александър Деспла         |
| 2013 86-а церемония  | Спасяването на мистър Банкс                           | Томас Нюман               |
| 2014 87-а церемония  | Гранд хотел „Будапеща“                                | Александър Деспла         |
| 2014 87-а церемония  | Игра на кодове                                        | Александър Деспла         |
| 2014 87-а церемония  | Интерстелар                                           | Ханс Цимер                |
| 2014 87-а церемония  | Г-н Търнър                                            | Гари Йершон               |
| 2014 87-а церемония  | Теорията на всичко                                    | Йохан Йохансон            |
| 2015 88-а церемония  | Омразната осморка                                     | Енио Мориконе             |
| 2015 88-а церемония  | Мостът на шпионите                                    | Томас Нюман               |
| 2015 88-а церемония  | Каръл                                                 | Картър Бъруел             |
| 2015 88-а церемония  | Сикарио                                               | Йохан Йохансон            |
| 2015 88-а церемония  | Междузвездни войни: Епизод VII - Силата се пробужда   | Джон Уилямс               |
| 2016 89-а церемония  | La La Land                                            | Джъстин Хъруиц            |
| 2016 89-а церемония  | Джаки                                                 | Мика Ливай                |
| 2016 89-а церемония  | Лъв: Стъпки към дома                                  | Хаушка и Дъстин О'Халоран |
| 2016 89-а церемония  | Лунна светлина                                        | Никълъс Брител            |
| 2016 89-а церемония  | Пасажери                                              | Томас Нюман               |
| 2017 90-а церемония  | Формата на водата                                     | Александър Деспла         |
| 2017 90-а церемония  | Дюнкерк                                               | Ханс Цимер                |
| 2017 90-а церемония  | Невидима нишка                                        | Джони Грийнуд             |
| 2017 90-а церемония  | Междузвездни войни: Епизод VIII - Последните джедаи   | Джон Уилямс               |
| 2017 90-а церемония  | Три билборда извън града                              | Carter Burwell            |
| 2018 91-ва церемония | Черната пантера                                       | Лудвиг Горансон           |
| 2018 91-ва церемония | Черен в клана                                         | Терънс Бланшард           |
| 2018 91-ва церемония | Ако Бийл Стрийт можеше да говори                      | Никълъс Брител            |
| 2018 91-ва церемония | Островът на кучетата                                  | Александър Деспла         |
| 2018 91-ва церемония | Мери Попинз се завръща                                | Марк Шаймен               |
| 2019 92-ра церемония | Жокера                                                | Хилдур Гуднадотир         |
| 2019 92-ра церемония | Малки жени                                            | Александър Деспла         |
| 2019 92-ра церемония | Семейна история                                       | Ранди Нюман               |
| 2019 92-ра церемония | 1917                                                  | Томас Нюман               |
| 2019 92-ра церемония | Междузвездни войни: Епизод IX - Възходът на Скайуокър | Джон Уилямс               |

### 2020 –
| Година                  | Филм                                  | Номинирани                             |
| ----------------------- | ------------------------------------- | -------------------------------------- |
| 2020/21 93-та церемония | За душата                             | Трент Резнър, Атикус Рос и Джон Батист |
| 2020/21 93-та церемония | Да 5 кръвни                           | Терънс Бланчард                        |
| 2020/21 93-та церемония | Манк                                  | Трент Резнър и Атикус Рос              |
| 2020/21 93-та церемония | Минари                                | Емил Мосери                            |
| 2020/21 93-та церемония | Новини от света                       | Джеймс Нютън Хауърд                    |
| 2021 94-та церемония    | Дюн                                   | Ханс Цимер                             |
| 2021 94-та церемония    | Не гледай нагоре                      | Николас Брител                         |
| 2021 94-та церемония    | Енканто                               | Жермен Франко                          |
| 2021 94-та церемония    | Паралелни майки                       | Алберто Иглесиас                       |
| 2021 94-та церемония    | Силата на кучето                      | Джони Грийнууд                         |
| 2022 95-та церемония    | На западния фронт нищо ново           | Хаушка                                 |
| 2022 95-та церемония    | Вавилон                               | Джъстин Хървиц                         |
| 2022 95-та церемония    | Баншите от Инишерин                   | Картър Бъруел                          |
| 2022 95-та церемония    | Всичко навсякъде наведнъж             | Сон Лукс                               |
| 2022 95-та церемония    | Семейство Фейбълман                   | Джон Уилямс                            |
| 2023 96-та церемония    | Опенхаймер                            | Лудвиг Гьорансон                       |
| 2023 96-та церемония    | Американско четиво                    | Лора Карпман                           |
| 2023 96-та церемония    | Индиана Джоунс и реликвата на съдбата | Джон Уилямс                            |
| 2023 96-та церемония    | Убийците на цветната луна             | Роби Робъртсън                         |
| 2023 96-та церемония    | Клети създания                        | Джърскин Фендрикс                      |
| 2024 97-та церемония    | Бруталистът                           | Даниел Блумберг                        |
| 2024 97-та церемония    | Конклав                               | Фолкър Бертелман                       |
| 2024 97-та церемония    | Емилия Перес                          | Клеман Дуко и Камий                    |
| 2024 97-та церемония    | Злосторница                           | Джон Пауъл и Стивън Шварц              |
| 2024 97-та церемония    | Дивият робот                          | Крис Бауърс                            |

## Рекорди
Това са само рекордите при номинациите в категориите за филмова музика. Номинации в други категории, например категорията за оригинална песен, не са включени.
| Категория                       | Име                      | Превъзходно  | Бележки                               |
| ------------------------------- | ------------------------ | ------------ | ------------------------------------- |
| Най-много награди               | Алфред Нюман             | 9 награди    | Наградите са резултат от 41 номинации |
| Най-много номинации             | Джон Уилямс              | 47 номинации | Номинациите водят до 5 награди        |
| Най-много номинации без награда | Томас Нюман / Алекс Норт | 14 номинации |                                       |

Само един композитор е печелил два Оскара за музика в една и съща година: през 1973 г. Марвин Хамлиш печели статуетките за най-добра оригинална музика в драма за „Каквито бяхме“ и за най-добра адаптирана музика за „Ужилването“. Хамлиш печели и наградата за най-добра песен през същата година за The Way We Were, което го прави единствения композитор, печелил три музикални Оскара в една и съща година.
Само един композитор е печелил Оскар в три поредни години: Роджър Идънс печели за „Великденски парад“ (1948), „В града“ (1949) и „Ани, вземи си пушката (1950).
Осем композитори са печелили Оскар в две поредни години:
1. Рей Хайндорф печели за „Янки Дудъл Денди“ (1942) и This Is the Army (1943).
2. Франц Ваксман спечели за „Булевардът на залеза“ (1950) и „Място под слънцето“ (1951).
3. Алфред Нюман печели за With a Song in My Heart (1952) и Call Me Madam (1953). Той печели отново две поредни години за Love Is a Many-Splendored Thing (1955) и „Кралят и аз“ (1956).
4. Адолф Дойч печели за „Седем невести за седем братя“ (1954) и „Оклахома!“ (1955 г.).
5. Андре Превин печели за „Джиджи“ (1958) и „Порги и Бес“ (1959). Той печели отново в две поредни години за „Сладката Ирма“ (1963) и „Моята прекрасна лейди“ (1964).
6. Леонард Розенман печели за „Бари Линдън“ (1975) и „Накъдето те води сърцето“ (1976).
7. Алън Менкен печели за „Красавицата и звяра“ (1991) и „Аладин“ (1992).
8. Густаво Сантаолала печели за „Планината Броукбек“ (2005) и „Вавилон“ (2006).

### Номинирани жени
Към 2022 г. само десет жени са били номинирани в категориите за музикална музика: Ан Ронел, Тилуит Кимри, известна още като Мег Карлин, Анджела Морли, Мерилин Бергман, Рейчъл Портман, Ан Дъдли, Лин Аренс, Мика Ливай, Хилдур Гуднадотир и Жермен Франко. Кимри, Бергман и Аренс са номинирани за техния принос като текстописци .
Четири жени печелят в категорията за филмова музика. Три са композитори: Рейчъл Портман, която печели за „Ема“ (1996); Ан Дъдли, която печели за „Време за мъже“ (1997); и Хилдур Гуднадотир, която печели за „Жокера“ (2019). Четвъртата е текстописката Мерилин Бергман, която печели за „Йентл“ (1983) в категорията за оригинална песен, споделяйки наградата с текстописеца Алън Бергман (неин съпруг) и композитора Мишел Льогран. Гуднадотир е единствената жена, печелила наградата без квалификация; Бергман печели за най-добра музика с оригинална песен, докато Портман и Дъдли печелят за най-добра музика към мюзикъл или комедия.
Жените-композитори, номинирани за няколко Оскара за музикални награди, са Рейчъл Портман, номинирана за „Ема“ (1996) (за която печели за най-добра музика към мюзикъл или комедия), „Правилата на дома“ (1999) и „Шоколад“ (2000); и Анджела Морли, която е номинирана два пъти в категорията за оригинална песен или музика за адаптацията на „Малкият принц“ (1974) и The Slipper and the Rose (1976).

### Известни номинирани
Дмитрий Шостакович и Дюк Елингтън са номинирани в една и съща година, но губят от авторите на аранжимента на Уестсайдска история.
Музиката на „Среднощен експрес“ от Джорджо Мородер през 1979 г., „Беднякът милионер“ от А. Р. Рахман през 2009 г. и „Социалната мрежа“ от Трент Резнър и Атикус Рос през 2011 г. са единствените саундтраци с електронна музика, които някога са печелили наградата. Сред номинираните саундтраци с електронна музика са също така Witness от Морис Жар през 1986 г., „Рейнман“ от Ханс Цимер през 1989 г. и „Тя“ от Уилям Бътлър и Оуен Палет.
Сред номинираните композитори, известни с музиката си предимно извън света на филмите, са: Арън Копланд, Кърт Вайл, Джан-Карло Меноти, Филип Глас, Джон Кориляно, Питър Максуел Дейвис, Ранди Нюман, Ричард Родни Бенет, Стивън Шуорц, Андрю Лойд Уебър, Арти Шоу, Трент Резнър, Куинси Джоунс, Хърби Ханкок и Джони Грийнууд .
В категорията за автори на песни най-често са номинирани рок музиканти и поп звезди. Някои известни номинирани в категорията включват: Бийтълс, Принс, Пийт Таунсенд, Род Макюен, Айзък Хейс, Крис Кристофърсън, Куинси Джоунс, Ранди Нюман, Anthony Newley, Пол Уилямс, Том Уейтс, David Byrne, Ryuichi Sakamoto, Трент Резнър, Джон Батист и Матю Уайлдър.
Продуцентите на звукозаписи Джордж Мартин (Бийтълс) и Джери Уекслър (Атлантик Рекърдс) също получават номинации в категорията за оригинална музика.
На 87-годишна възраст Енио Мориконе става най-възрастният носител в историята на Оскар по това време за конкурсна награда.